# Venizy
Venizy és un municipi francès, situat al departament del Yonne i a la regió de Borgonya - Franc Comtat. L'any 2007 tenia 872 habitants.

## Demografia

### Població
El 2007 la població de fet de Venizy era de 872 persones. Hi havia 350 famílies, de les quals 92 eren unipersonals (32 homes vivint sols i 60 dones vivint soles), 127 parelles sense fills, 115 parelles amb fills i 16 famílies monoparentals amb fills.
La població ha evolucionat segons el següent gràfic:
Habitants censats

### Habitatges
El 2007 hi havia 463 habitatges, 355 eren l'habitatge principal de la família, 71 eren segones residències i 37 estaven desocupats. 451 eren cases i 10 eren apartaments. Dels 355 habitatges principals, 295 estaven ocupats pels seus propietaris, 50 estaven llogats i ocupats pels llogaters i 10 estaven cedits a títol gratuït; 2 tenien una cambra, 16 en tenien dues, 62 en tenien tres, 101 en tenien quatre i 174 en tenien cinc o més. 248 habitatges disposaven pel capbaix d'una plaça de pàrquing. A 141 habitatges hi havia un automòbil i a 175 n'hi havia dos o més.

### Piràmide de població
La piràmide de població per edats i sexe el 2009 era:
| Homes | Edats   | Dones |
| ----- | ------- | ----- |
| 0     | 95 o +  | 0     |
| 0     | 90 a 94 | 4     |
| 4     | 85 a 89 | 24    |
| 8     | 80 a 84 | 0     |
| 12    | 75 a 79 | 16    |
| 24    | 70 a 74 | 36    |
| 12    | 65 a 69 | 28    |
| 16    | 60 a 64 | 8     |
| 20    | 55 a 59 | 24    |
| 32    | 50 a 54 | 28    |
| 36    | 45 a 49 | 8     |
| 12    | 40 a 44 | 16    |
| 36    | 35 a 39 | 40    |
| 24    | 30 a 34 | 28    |
| 44    | 25 a 29 | 32    |
| 8     | 20 a 24 | 20    |
| 24    | 15 a 19 | 32    |
| 12    | 10 a 14 | 28    |
| 24    | 5 a 9   | 24    |
| 32    | 0 a 4   | 24    |

## Economia
El 2007 la població en edat de treballar era de 550 persones, 406 eren actives i 144 eren inactives. De les 406 persones actives 365 estaven ocupades (202 homes i 163 dones) i 41 estaven aturades (16 homes i 25 dones). De les 144 persones inactives 61 estaven jubilades, 30 estaven estudiant i 53 estaven classificades com a «altres inactius».

### Ingressos
El 2009 a Venizy hi havia 357 unitats fiscals que integraven 902,5 persones, la mediana anual d'ingressos fiscals per persona era de 16.841 €.

### Activitats econòmiques
Dels 23 establiments que hi havia el 2007, 1 era d'una empresa alimentària, 1 d'una empresa de fabricació de material elèctric, 2 d'empreses de fabricació d'altres productes industrials, 10 d'empreses de construcció, 2 d'empreses de comerç i reparació d'automòbils, 3 d'empreses d'hostatgeria i restauració, 1 d'una empresa d'informació i comunicació, 1 d'una empresa immobiliària, 1 d'una empresa de serveis i 1 d'una entitat de l'administració pública.
Dels 11 establiments de servei als particulars que hi havia el 2009, 1 era un taller de reparació d'automòbils i de material agrícola, 4 paletes, 4 guixaires pintors, 1 fusteria i 1 lampisteria.
L'únic establiment comercial que hi havia el 2009 era una fleca.
L'any 2000 a Venizy hi havia 27 explotacions agrícoles que ocupaven un total de 1.616 hectàrees.

## Equipaments sanitaris i escolars
El 2009 hi havia una escola elemental.

## Poblacions més properes
El següent diagrama mostra les poblacions més properes.